# Formation d'Oldman
La formation d'Oldman est une formation géologique du Crétacé supérieur du sud de la province de l'Alberta, Canada, connue pour ses nombreux restes de dinosaures bien conservés. La formation est limitée au-dessous par la formation de Foremost et au-dessus par la formation de Dinosaur Park. Avec ces deux autres formations, elle fait partie du groupe de Belly River.

## Localité type
La localité type de la formation d'Oldman correspond à la confluence de la rivière St. Mary sur la rivière Oldman près de Lethbridge.